# Benthocometes
Benthocometes es un género de peces marinos actinopeterigios, distribuidos una especie descubierta recientemente en el noroeste de Australia y la otra en un área más amplia por el océano Atlántico, mar Mediterráneo y mar Caribe.

## Especies
Existen solamente dos especies reconocidas en este género:
- Benthocometes australiensis Nielsen, 2010 - Brótula robusta australiana.
- Benthocometes robustus (Goode y Bean, 1886) - Brótula robusta.